# Saint-Pantaly-d'Excideuil
Saint-Pantaly-d'Excideuil è un comune francese di 161 abitanti situato nel dipartimento della Dordogna nella regione della Nuova Aquitania.

## Società

### Evoluzione demografica
Abitanti censiti